# قربط زاحف
قربط زاحف (الاسم العلمي:Filago repens) هو نوع من النباتات يتبع جنس القربط من الفصيلة النجمية.